# Morona-Santiago
Morona-Santiago é uma província do Equador localizada na região geográfica de Amazônica. Sua capital é a cidade de Macas. Foi criada em 1953 quando se desmembrou da província de Santiago-Zamora.
O rio Upano atravessa a província de norte a sul.

## Cantões
A província se divide em 12 cantões (capitais entre parênteses):
1. Gualaquiza (Gualaquiza)
2. Huamboya (Huamboya)
3. Limón Indanza (General Leonidas Plaza Gutiérrez)
4. Logroño (Logroño)
5. Morona (Macas)
6. Pablo Sexto (Pablo Sexto)
7. Palora (Palora)
8. San Juan Bosco (San Juan Bosco)
9. Santiago (Santiago de Méndez)
10. Sucúa (Sucúa)
11. Taisha (Taisha)
12. Tiwintza (Santiago)